# Veikka Gustafsson

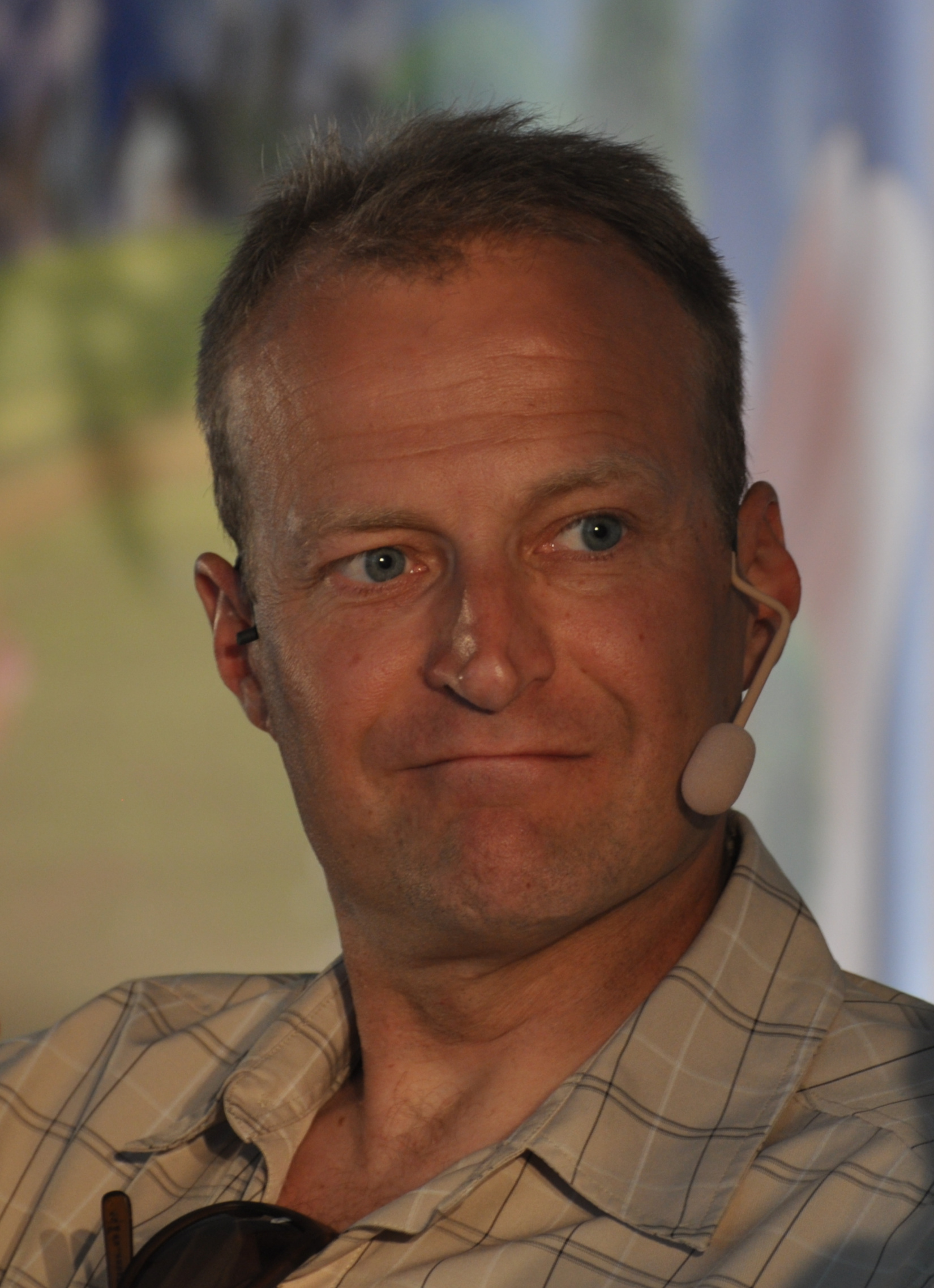
Veikka Gustafsson (2014).

Eero Veikka Juhani Gustafsson, född 14 januari 1968 i Esbo, är en finländsk professionell bergsbestigare. 
Gustafsson, som inledde sin karriär genom att 1986 bestiga Mont Blanc, är den förste finländare som bestigit Mount Everest, vilket han gjort två gånger, 1993 och 1996. Han är den enda finländare som bestigit ett flertal berg högre än 8 000 meter över havet; hittills nio av de fjorton som finns i världen. Han är känd för att utföra sina bergsbestigningar utan användande av tilläggssyre, något som är relativt ovanligt.